# Twinsburg Heights (Ohio)
Twinsburg Heights es un lugar designado por el censo ubicado en el condado de Summit en el estado estadounidense de Ohio. En el Censo de 2010 tenía una población de 925 habitantes y una densidad poblacional de 1.240,09 personas por km².

## Geografía
Twinsburg Heights se encuentra ubicado en las coordenadas 41°18′23″N 81°27′29″O / 41.30639, -81.45806. Según la Oficina del Censo de los Estados Unidos, Twinsburg Heights tiene una superficie total de 0.75 km², de la cual 0.75 km² corresponden a tierra firme y (0%) 0 km² es agua.

## Demografía
Según el censo de 2010, había 925 personas residiendo en Twinsburg Heights. La densidad de población era de 1.240,09 hab./km². De los 925 habitantes, Twinsburg Heights estaba compuesto por el 10.38% blancos, el 82.05% eran afroamericanos, el 0.22% eran amerindios, el 0.32% eran asiáticos, el 0% eran isleños del Pacífico, el 0.76% eran de otras razas y el 6.27% pertenecían a dos o más razas. Del total de la población el 1.62% eran hispanos o latinos de cualquier raza.